# 8 (album Ofelii)
8 – drugi album studyjny polskiej piosenkarki Ofelii. Wydawnictwo ukazało się 2 września 2022 roku nakładem wytwórni Warner Music Poland.
Album zadebiutował na 35. miejscu polskiej listy sprzedaży - OLiS.
Za produkcję utworów odpowiada Kuba Karaś. Na krążku zawarte są dwa duety z Natalią Szroeder oraz Julią Wieniawą.

## Lista utworów
Opracowano na podstawie materiału źródłowego.
| Nr | Tytuł utworu                                     | Długość |
| -- | ------------------------------------------------ | ------- |
| 1. | „Intro”                                          | 1:09    |
| 2. | „Bolesne kości (Tymoteusz)”                      | 4:04    |
| 3. | „Samuraj (Helena)”                               | 3:32    |
| 4. | „Ariwederczi (Samanta)” (feat. Natalia Szroeder) | 3:05    |
| 5. | „Słony Kiss (Lisa)”                              | 3:25    |
| 6. | „Zakochana w bicie (Miranda)”                    | 3:27    |
| 7. | „Ona Tańczy Sama (Terry)” (feat. Julia Wieniawa) | 6:14    |
| 8. | „Osiem gwiazd (Iga)”                             | 3:37    |
| 9. | „Niebieski chłopiec (Chloé)”                     | 5:00    |
|    |                                                  | 33:33   |